# 33-я гвардейская танковая бригада
33-я отдельная гвардейская  танковая бригада — танковая бригада Красной армии в годы Великой Отечественной войны.
Сокращённое наименование — 33 гв. отбр.

## Формирование и организация
56-я танковая бригада начала формироваться Директивой НКО № УФ2/151. Бригада сформирована по штатам №№ 010/303 - 010/310.
Приказом НКО № 58 от 7 февраля 1943 г. 56-я танковая бригада преобразована в 33-ю гвардейскую танковую бригаду.
Приказом Заместителя НКО № 0041сс от 28.08.1944 г. переформирована в гвардейское Харьковское танковое училище.

## Боевой и численный состав
7 февраля 1943 г. переименована в гвардейскую:
- рота управления
- 1-й танковый батальон
- 2-й танковый батальон
- мотострелков-пулеметный батальон
- противотанковая батарея
- разведывательная рота

Директивой ГШ КА № орг/3/308616 от 17.05.1944 г. переведена на штаты №№ 010/500-010/506:
- Управление бригады [штат № 010/500]
- 1-й отд. танковый батальон [штат № 010/501]
- 2-й отд. танковый батальон [штат № 010/501]
- 3-й отд. танковый батальон [штат № 010/501]
- Моторизованный батальон автоматчиков [штат № 010/502]
- Зенитно-пулеметная рота [штат № 010/503]
- Рота управления [штат № 010/504]
- Рота технического обеспечения [штат № 010/505]
- Медсанвзвод [штат № 010/506]

## Подчинение
Периоды вхождения в состав Действующей армии:
- с 07.02.1943 по 11.12.1943 года.

| Дата            | Фронт (округ)             | Армия                 | Корпус | Дивизия | Бригада | Примечания |
| --------------- | ------------------------- | --------------------- | ------ | ------- | ------- | ---------- |
| 01.03.1943 года | Южный фронт               |                       |        |         |         |            |
| 01.04.1943 года | Южный фронт               |                       |        |         |         |            |
| 01.05.1943 года | Южный фронт               | 44-я армия            |        |         |         |            |
| 01.06.1943 года | Южный фронт               | 44-я армия            |        |         |         |            |
| 01.07.1943 года | Южный фронт               | 44-я армия            |        |         |         |            |
| 01.08.1943 года | Южный фронт               | 28-я армия            |        |         |         |            |
| 01.09.1943 года | Южный фронт               |                       |        |         |         |            |
| 01.10.1943 года | Южный фронт               | 2-я гвардейская армия |        |         |         |            |
| 01.11.1943 года | 4-й Украинский фронт      |                       |        |         |         |            |
| 01.12.1943 года | 4-й Украинский фронт      |                       |        |         |         |            |
| 01.01.1944 года | Харьковский военный округ |                       |        |         |         |            |
| 01.02.1944 года | РВГК                      |                       |        |         |         |            |
| 01.03.1944 года | РВГК                      |                       |        |         |         |            |
| 01.04.1944 года | РВГК                      |                       |        |         |         |            |
| 01.05.1944 года | Харьковский военный округ |                       |        |         |         |            |
| 01.06.1944 года | Харьковский военный округ |                       |        |         |         |            |
| 01.07.1944 года | Харьковский военный округ |                       |        |         |         |            |
| 01.08.1944 года | Харьковский военный округ |                       |        |         |         |            |
| 01.09.1944 года | Харьковский военный округ |                       |        |         |         |            |

## Командиры

### Командиры бригады
- Бабенко Иван Михайлович, полковник, 07.02.1943 - 17.09.1943 года.[1]
- Титов Василий Сергеевич, полковник, ид, 17.09.1943 - 04.11.1943 года.
- Титов Василий Сергеевич, полковник, 04.11.1943 - 28.08.1944 года.[2]

### Заместитель командира по строевой части
- Конорев Семён Николаевич, подполковник, 00.03.1943 - 00.05.1944 года.[3]
- Суховаров Дмитрий Гаврилович, подполковник. 07.02.1943 - 00.07.1943 года.[4]

### Начальники штаба бригады
- Котиркин Евгений Павлович, майор, 07.02.1943 - 00.06.1944 года[5].
- Зубков Константин Алексеевич, подполковник, 00.06.1944 - 00.10.1944 года.[6]

### Начальник политотдела, заместитель командира по политической части
- Новиков Андрей Владимирович, полковник, 07.02.1943 - 12.04.1943 года.
- Дубинов Иван Александрович, подполковник, 12.04.1943 - 16.06.1943 года.[7]

## Награды и наименования
| Награда, наименование         | Дата награждения                                                                | За что получена |
| ----------------------------- | ------------------------------------------------------------------------------- | --- |
| Почётное звание «Гвардейская» | присвоено приказом Народного комиссара обороны СССР № 57 от 7 февраля 1943 года | за проявленную отвагу в боях за Отечество с немецкими захватчиками, за стойкость, мужество, дисциплину и организованность, за героизм личного состава |